# Чуть выше по перекрёстку
«Чуть выше по перекрёстку» — британский фильм направления «китчен-синк», снятый в 1968 году режиссёром Питером Коллинсоном. Фильм снят по одноимённой книге английской писательницы и сценаристки Нелл Данн (1963). В главных ролях Деннис Уотерман (Dennis Waterman), Сьюзи Кендалл (Suzy Kendall), Майкл Готард, Maureen Lipman.
Музыка к фильму написана участниками группы Manfred Mann: Манфредом Манном и Майклом Хаггом.  Саундтрек к фильму издан как очередной студийный альбом группы Manfred Mann в феврале-марте 1968 года лейблом Fontana Records.

## Сюжет
В основе сюжета лежит история состоятельной молодой наследницы Полли Дин (Сьюзи Кендалл), которая бросает привилегированную жизнь в Челси и переезжает в рабочий район в Баттерси, где устраивается работать на кондитерскую фабрику, пытаясь порвать со своей прежней богатой жизнью и стать самостоятельной.